# Hlušice
Hlušice (en allemand : Groß Hluschitz) est une commune du district de Hradec Králové, dans la région de Hradec Králové, en République tchèque. Sa population s'élevait à 709 habitants en 2022.

## Géographie
Hlušice se trouve à 7 km à l'ouest-nord-ouest de Nový Bydžov, à 31 km à l'ouest-nord-ouest de Hradec Králové et à 72 km à l'est-nord-est de Prague.
La commune est limitée par Sekeřice au nord, par Vinary et Starý Bydžov à l'est, par Nový Bydžov et Sloveč au sud, et par Kněžice à l'ouest.

## Histoire
La première mention écrite de la localité date de 1322.

## Administration
La commune se compose de deux sections :
- Hlušice
- Hlušičky

## Transports
Par la route, Hlušice trouve à 7,5 km de Nový Bydžov, à 37 km de Hradec Králové et à 91 km de Prague. 